# Table for Three
Table for Three är en amerikansk romantisk komedifilm från 2009 med Brandon Routh, Jennifer Morrison, Jesse Bradford och Sophia Bush i huvudrollerna.

## Handling
Scott (Brandon Routh) en man - känd för att gå alldeles för fort fram i sina förhållanden - har nyligen blivit singel efter att han friat till sin dåvarande flickvän efter bara tre månader. När hans rumskamrat och även bästa vän flyttar erbjuder han Ryan och Mary - det perfekta paret - att flytta in med honom i hans alldeles för stora lägenhet. När de börjar lägga sig i hans nya förhållande med Leslie (Jennifer Morrison) visar det sig dock att de är långt ifrån det perfekta paret...

## Rollista
| Jennifer Morrison | – Leslie       |
| Brandon Routh     | – Scott Teller |
| Sophia Bush       | – Mary         |
| Jesse Bradford    | – Ryan         |
| Johnny Galecki    | – Ted          |
| Liza Lapira       | – Nerissa      |
| Neil Jackson      | – Tre          |
| Melinda Sward     | – Nina         |